# İşbank

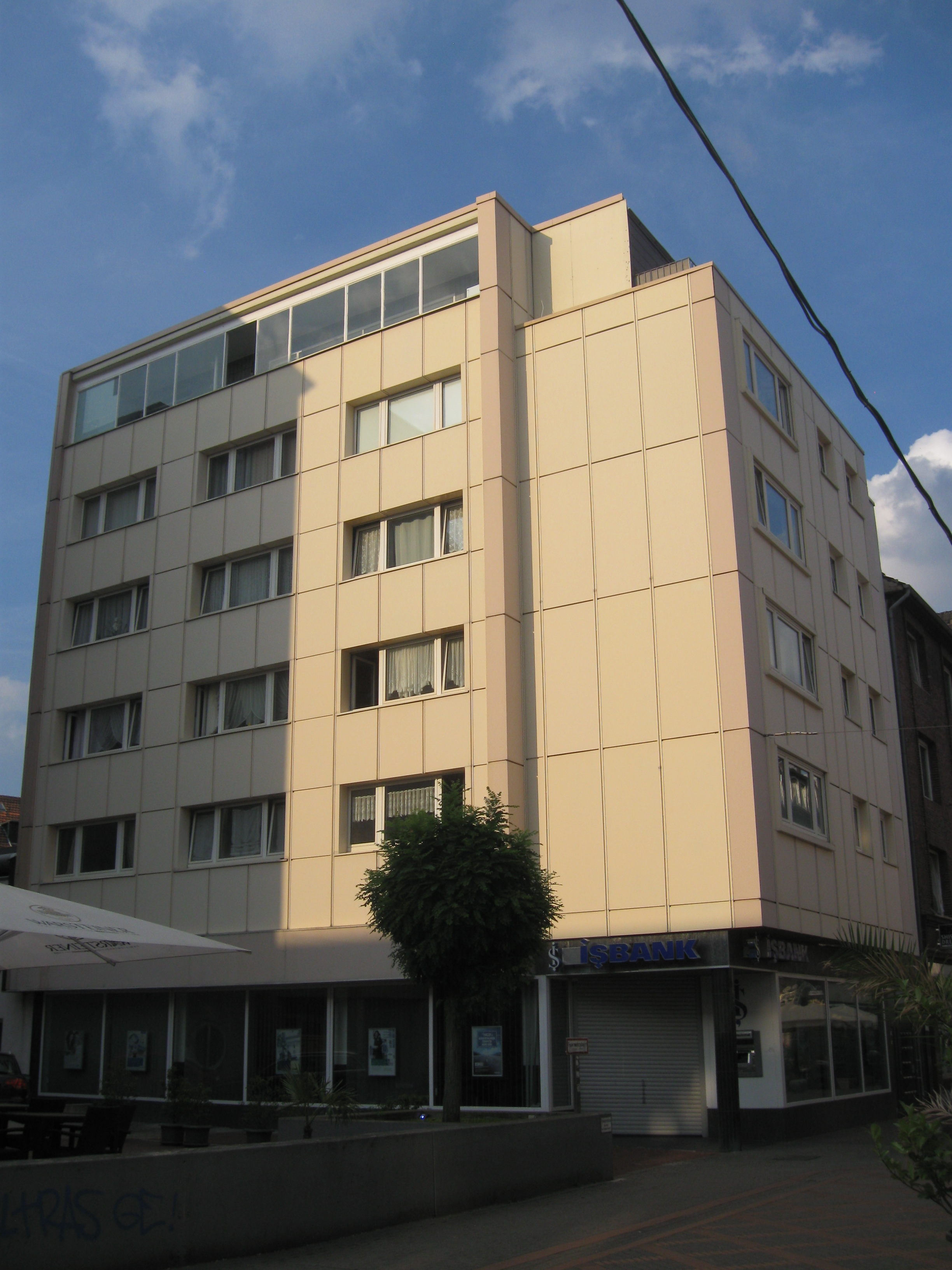
Ehemalige Filiale Gelsenkirchen, Arminstraße 11 (Altstadt)

Die İşbank AG ist ein deutsches Kreditinstitut mit Hauptsitz in Frankfurt am Main. Sie ist ein 100-prozentiges Tochterunternehmen der türkischen Universalbank Türkiye İş Bankası A.Ş. mit Sitz in Istanbul. Die İşbank AG ist Mitglied im Bundesverband deutscher Banken sowie dessen Einlagensicherungsfonds.

## Geschäftsfelder
Die İşbank AG betreibt das Universalbankgeschäft mit Privat- und Firmenkunden. Der Schwerpunkt wird hier auf die Betreuung von türkischstämmigen Menschen bzw. türkischen Unternehmen in Deutschland gelegt. Seit 2011 werden mit einem Direktbanking-Angebot für Privatkunden (z. B. Online-Girokonto, Tagesgeldkonto, Festgeld, Ratenkredite) jedoch auch weitere Kundengruppen angesprochen.

## Filialen

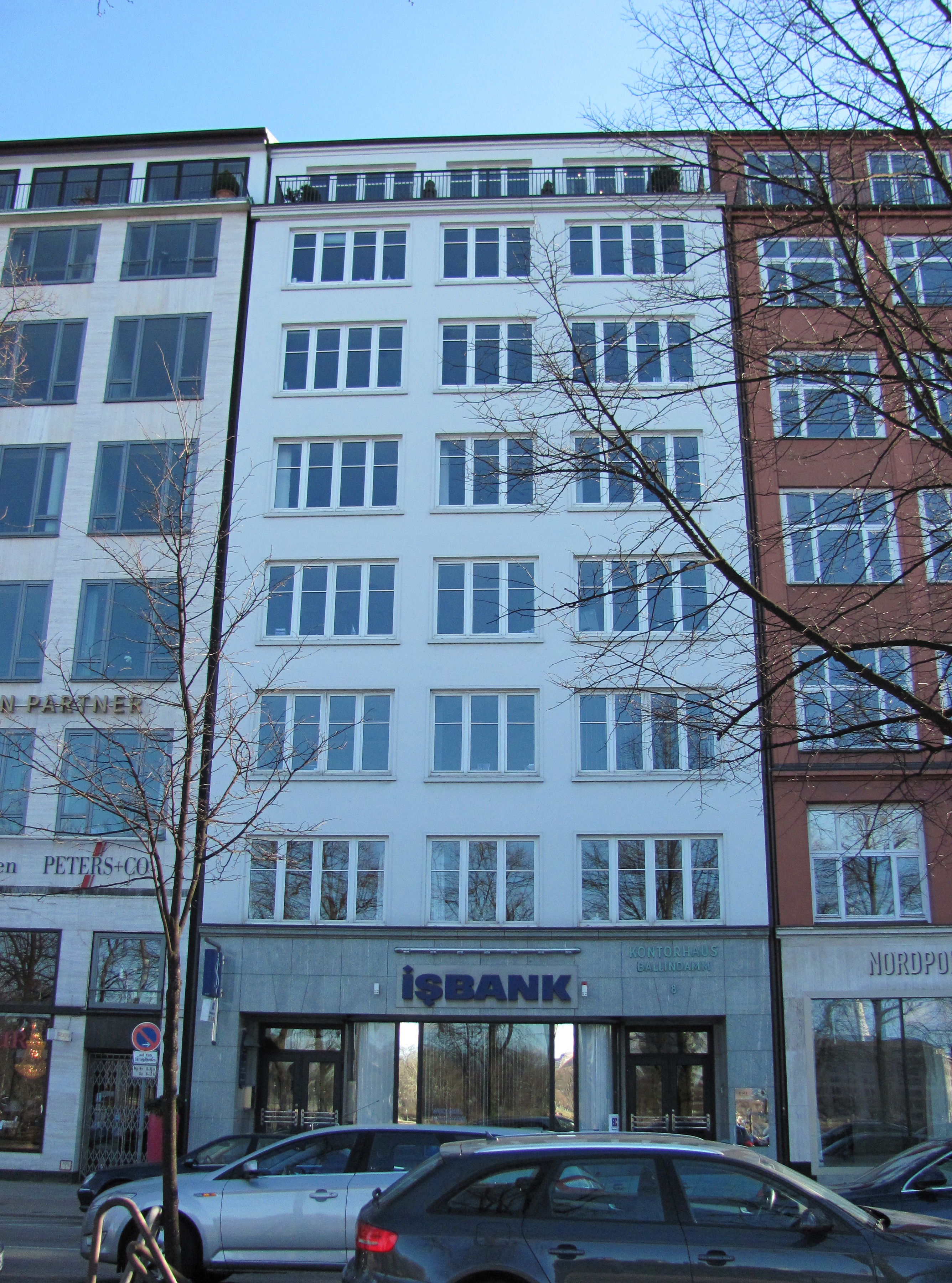
Ehemalige Filiale Hamburg, Ballindamm 8

Die İşbank AG unterhält insgesamt 9 Filialen, davon 8 in Deutschland:
Filialen in Deutschland:
- Berlin-Wedding
- Berlin-Kreuzberg
- Düsseldorf
- Frankfurt am Main (Hauptsitz)
- Köln-Altstadt-Nord
- München
- Nürnberg
- Stuttgart

Filialen im Ausland:
- Amsterdam, Niederlande

## Geschichte
Bereits im Jahr 1932 eröffnete die Türkiye İş Bankası A.Ş. ihre erste deutsche Repräsentanz in Hamburg. Während des Zweiten Weltkrieges wurde die Repräsentanz jedoch wieder geschlossen. Erst 1976 kehrte die Bank nach Deutschland zurück und eröffnete in Frankfurt am Main erneut eine Repräsentanz. In den Folgejahren wurden weitere Repräsentanzen in Deutschland, aber auch in den Niederlanden und der Schweiz eröffnet. Im Jahr 1992 wurde die İşbank GmbH als deutsche Tochtergesellschaft mit der Übernahme der bestehenden Repräsentanzen gegründet. Im Jahr 2012 erfolgte schließlich die Umwandlung der İşbank GmbH in eine Aktiengesellschaft und Umfirmierung in İşbank AG. Zum 7. April 2015 verlegte die İşbank ihren Hauptsitz in Frankfurt am Main vom Roßmarkt 9 in die Zeil 123.